# Världsmästerskapet i snabb- och blixtschack 2017
Världsmästerskapet i snabb - och blixtschack 2017, (King Salman World Chess Championships 2017), arrangerades i Riyadh i Saudiarabien 26–30 december 2017. De regerande mästarna från 2016 var i snabbschack Vasyl Ivantjuk, och i blixtschack Sergej Karjakin.
Världsmästerskapet i snabbschack vanns av Viswanathan Anand efter omspel mot Vladimir Fedosejev.
Världsmästerskapet i blixtschack vanns av Magnus Carlsen, 1 1/2 poäng före silvermedaljören. 

## Resultat
| Plats | Deltagare           | Poäng |
| ----- | ------------------- | ----- |
| 1     | Viswanathan Anand   | 10,5  |
| 2     | Vladimir Fedosejev  | 10,5  |
| 3     | Jan Nepomnjasjtsjij | 10,5  |
| 4     | Bu Xiangzhi         | 10    |
| 5     | Magnus Carlsen      | 10    |

| Plats | Deltagare         | Poäng |
| ----- | ----------------- | ----- |
| 1     | Magnus Carlsen    | 16    |
| 2     | Sergej Karjakin   | 14,5  |
| 3     | Viswanathan Anand | 14,5  |
| 4     | Wang Hao          | 14    |
| 5     | Levon Aronian     | 14    |